# Bembidion ozarkense
Bembidion ozarkense es una especie de escarabajo del género Bembidion, familia Carabidae. Fue descrita científicamente por Maddison & Hildebrandt en 2011.
Especie endémica de la meseta de Ozark (Arkansas, Misuri). Habita en los Estados Unidos.